# محمد ثامر الكعبي
محمد ثامر الكعبي (مواليد 1 يناير 1960) اقتصادي بحريني ، وزير المواصلات والاتصالات السابق خلال الفترة 13 يونيو 2022 حتى 6 نوفمبر 2024.

## عن حياته
حصل على دبلوم المراقبة الجوية من كلية الطيران المدني سنة 1981 وحصل على ماجستير إدارة أعمال من جامعة جلامورجان سنة 2001. 
عمل كمدرب في شؤون الطيران المدني سنة 1978 وعمل مراقب جوي في شؤون الطيران المدني سنة 1981 وعمل مشرفاً للحركة الجوية في شؤون الطيران المدني سنة 1989 وعمل أخصائي معايير المراقبة الجوية في شؤون الطيران المدني سنة 1997 وشغل منصب رئيس إدارة الحركة الجوية سنة 1999 وعمل مستشار التخطيط الاستراتيجي وضبط الجودة في شؤون الطيران المدني سنة 2004 وفي سنة 2005 شغل منصب مدير إدارة مطار البحرين الدولي بالوكالة في شؤون الطيران المدني وفي سنة 2006 شغل منصب مدير إدارة مطار البحرين الدولي في شؤون الطيران المدني وفي سنة 2010 شغل منصب نائب الرئيس لعمليات مطار البحرين الدولي في شرطة مطار البحرين الدولي وفي سنة 2011 شغل منصب الرئيس التنفيذي لعمليات مطار البحرين الدولي بشركة مطار البحرين الدولي.
وفي 8 مايو 2016 أصدر الملك حمد بن عيسى آل خليفة ملك مملكة البحرين مرسوماً بتعينه وكيلاً لشؤون الطيران المدني بوزارة المواصلات والاتصالات  وشغل المنصب حتى 21 يناير 2022.
وفي 13 يونيو 2022 أصدر الملك حمد بن عيسى آل خليفة ملك مملكة البحرين مرسوماً بتعديل وزاري حيث عُين وزيراً للمواصلات والاتصالات  وكما تم تجديد تعينه في نفس المنصب في مرسوم تشكيل الحكومة الذي صدر في 21 نوفمبر 2022  وشغل المنصب حتى 6 نوفمبر 2024 حيث صدر مرسوماً بإحالته للتقاعد.

## أوسمة حصل عليها
حصل على وسام الأمير سلمان بن حمد للاستحقاق الطبي عام 2021. 